# دوريز (باد كاليه)
دوريز، باد كاليه (بالفرنسية: Douriez)‏ هي بلدية تقع في إقليم باد كاليه من منطقة نور با دو كاليه في شمال فرنسا. تبلغ مساحة هذه المدينة 8.84 (كم²)، وترتفع عن سطح البحر 14 م، يبلغ عدد سكانها 296 نسمة حسب إحصاء المعهد الوطني للإحصاء والدراسات الاقتصادية سنة 2009 م. وترأس Paul Becquet البلدية خلال فترة (2008-2014).